# 玛戈·格洛克斯胡贝尔
玛戈·格洛克斯胡贝尔（德語：Margot Glockshuber，1949年6月26日—），德国女子花样滑冰运动员。她曾代表西德参加1968年冬季奥林匹克运动会花样滑冰比赛，获得双人滑铜牌。